# 駿天潮城
駿天潮城（日语：ジャスティンミラノ），是日本純種競賽馬匹，生涯主要出戰中距離賽事，曾勝出2024年皋月賞，亦於東京優駿（日本打吡）跑獲亞軍。

## 出賽前
2021年4月9日出生於北海道安平町北部牧場，成長途中被馬主三木正浩購入。
其後交由栗東訓練中心練馬師友道康夫訓練。

## 競賽生涯

### 2歲
2023年11月18日出戰東京競馬場2歲新馬戰，比賽初段選擇搶佔先頭位置下保持於第二推進，進入直路後開始加速取代領放馬Al Sharif成為領先者，其後繼續保持速度下阻止成功阻止Redentor超越取得首勝。

### 3歲
2024年其以共同通信盃作為首戰，比賽初段於遠觀天象、潛心鍛煉及跑車男兒等對手搶佔前方位置下於第五的位置保持穩定姿態，通過第一彎道後才開始慢慢爬升閃入先頭。進入直路後，其成功嚮應騎師戶崎圭太的指揮展開加速，最終超越前方馬Power Hall及抵擋遠觀天象的追擊下率先衝線取得首個分級賽冠軍。
4月14日緊接挑戰皋月賞，賽前落後贏得希望錦標的蕾麗宮取得第二人氣。比賽開始後，其順利出閘之下進佔中團靠前位置，面對前方快放的名將田原仍然保持冷靜，一直維持自身節奏推進。進入直路後，其於中檔位置奮力加速，成功超越前方透出的遠觀天象外亦能一直壓制外側位置施加壓力的宇宙雨林，最終以破紀錄的1分57.1秒時間及無敗姿態取得首個一級賽冠軍。

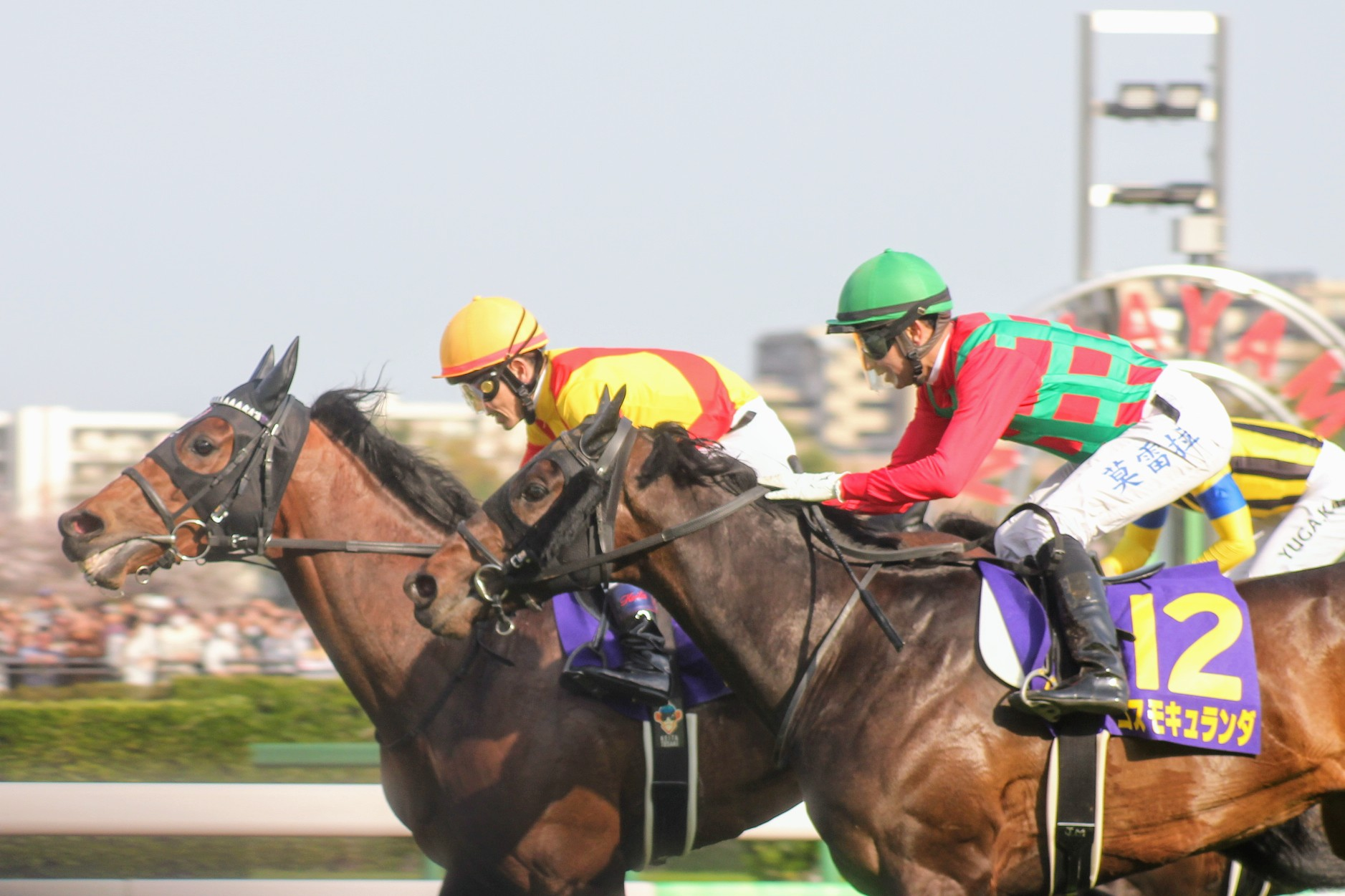
出戰皋月賞時候的駿天潮城（黃帽）

而是次勝利對於陣營而言亦而意義重大，皆因駿天潮城於賽前的拍跳是由早前因墮馬事故而身亡的騎師藤岡康太負責。騎師戶崎於賽後訪問表示：「這匹馬於2星期前及1星期前的操練皆是由康太完成，他詳細地告知了我馬匹的狀態及細節，這次勝利我認為要歸功於康太。」（「2週前、1週前と康太が攻め馬をつけてくれた馬。競馬場で馬の状態について事細かく教えてもらっていました。康太が後押ししてくれたとつくづく思います」），而練馬師友道康夫亦於訪問時含淚説出：「這場勝利完全歸功於康太。」（「この勝利は彼のおかげです」），兩者均為這位逝去的騎師表示感謝及悼念。
贏得皋月賞後出戰東京優駿（日本打吡）挑戰無敗二冠的成就，賽前以獨贏2.2倍被捧成第一人氣。比賽開始後，其採取較為主動的戰術進佔先頭位置，但被頂出外疊之下於前半段未有尋找到其他賽駒作為遮擋，因而一直於外檔推進。進入直路後，騎師戶崎指揮其開始加速，而駿天潮城亦以良好的反應嚮應，可惜於最後關頭僅能超越力弱的潛心鍛鍊及甜蜜時刻，未能追上於內欄保持勢頭衝刺的野田分位，而2馬位差距吞下生涯首敗。
進入秋季後，其原定以秋季天皇賞作為目標，但因右前腳出現肌腱炎而避戰，最終更於11月14日宣佈退役。

### 詳細賽績
| 日期       | 馬場 | 舉辦國家 | 距離   | 級別 | 賽事名稱   | 負重 | 騎師     | 馬號 | 出馬 | 名次 | 時間   | 頭馬（二馬） |
| ---------- | ---- | -------- | ------ | ---- | ---------- | ---- | -------- | ---- | ---- | ---- | ------ | ------------ |
| 18/11/2023 | 東京 | 日本     | 草2000 |      | 2歲新馬    | 56   | 馬昆     | 11   | 14   | 1    | 2:02.0 | （拯救者）   |
| 11/2/2024  | 東京 | 日本     | 草1800 | GIII | 共同通信盃 | 57   | 戶崎圭太 | 8    | 10   | 1    | 1:48.0 | （遠觀天象） |
| 14/4/2024  | 中山 | 日本     | 草2000 | GI   | 皐月賞     | 57   | 戶崎圭太 | 13   | 17   | 1    | 1:57.1 | （宇宙雨林） |
| 26/5/2024  | 東京 | 日本     | 草2400 | GI   | 東京優駿   | 57   | 戶崎圭太 | 15   | 17   | 2    | 2:24.7 | 野田分位     |

## 退役後
退役後，駿天潮城成為了配種馬，於北海道日高町育馬者Stallion Station休養，將於2025年進行配種。首批子嗣將於2026年出生，可於2028年出賽。

## 血統簡介
父系高情厚意為日本賽駒，生涯戰績優秀，曾勝出一級賽東京優駿（日本打吡），亦贏得法國二級賽尼爾錦標。父系大震撼為日本賽駒，是日本賽馬史上第二匹無敗三冠馬，生涯出戰十四場賽事僅得兩場未能勝出，退役後配種成績亦极为优秀。
母系瑪歌之作為愛爾蘭生產的英國賽駒，生涯戰績優秀，曾勝出一級賽楠索普錦標。外祖父盡善盡美為澳洲賽駒，生涯戰績彪炳，曾勝出一級賽新市場讓賽及杜拜賽馬會盃。

### 血統表
| 父線：週日寧靜系（Halo系）       |                               |                  |                |
| 種馬 高情厚意 2010年（棕色）     | 大震撼 2002年（棗色）         | 週日寧靜         | Halo           |
| 種馬 高情厚意 2010年（棕色）     | 大震撼 2002年（棗色）         | 週日寧靜         | Wishing Well   |
| 種馬 高情厚意 2010年（棕色）     | 大震撼 2002年（棗色）         | 風中秀髮         | Alzao          |
| 種馬 高情厚意 2010年（棕色）     | 大震撼 2002年（棗色）         | 風中秀髮         | Burghclere     |
| 種馬 高情厚意 2010年（棕色）     | Catequil 1990年（棗色）       | 雷貓             | 雷鳥           |
| 種馬 高情厚意 2010年（棕色）     | Catequil 1990年（棗色）       | 雷貓             | Terlingua      |
| 種馬 高情厚意 2010年（棕色）     | Catequil 1990年（棗色）       | Pacific Princess | Damascus       |
| 種馬 高情厚意 2010年（棕色）     | Catequil 1990年（棗色）       | Pacific Princess | Fiji           |
| 繁殖雌馬 瑪歌之作 2008年（棗色） | 盡善盡美 2000年（棗色）       | 丹山             | 單色           |
| 繁殖雌馬 瑪歌之作 2008年（棗色） | 盡善盡美 2000年（棗色）       | 丹山             | Razyana        |
| 繁殖雌馬 瑪歌之作 2008年（棗色） | 盡善盡美 2000年（棗色）       | Patrona          | Lomond         |
| 繁殖雌馬 瑪歌之作 2008年（棗色） | 盡善盡美 2000年（棗色）       | Patrona          | Gladiolus      |
| 繁殖雌馬 瑪歌之作 2008年（棗色） | Special Dancer 1997年（棗色） | Shareef Dancer   | 北地舞人       |
| 繁殖雌馬 瑪歌之作 2008年（棗色） | Special Dancer 1997年（棗色） | Shareef Dancer   | Sweet Alliance |
| 繁殖雌馬 瑪歌之作 2008年（棗色） | Special Dancer 1997年（棗色） | Caraniya         | Darshaan       |
| 繁殖雌馬 瑪歌之作 2008年（棗色） | Special Dancer 1997年（棗色） | Caraniya         | Callianire     |
| 雌系：Frizette系（號族：13-c）   |                               |                  |                |
| 五代內近親交配：北地舞人 5×5×5×4 |                               |                  |                |

## 命名由來
名字中，Justin（ジャスティン）是馬主三木正浩冠名，出自其本人的暱稱，香港採音譯翻譯为「駿天」，Milano（ミラノ）則出自位於意大利伦巴第大区米蘭廣域市的城市米蘭，香港則以米蘭的外號「潮流之都」作為聯想，翻譯為「潮城」。

## 外部連結
- 駿天潮城 netkeiba.com （页面存档备份，存于）
- 血統表 （页面存档备份，存于）